# سفتزول
سفتزول(به انگلیسی: Ceftezole یا ceftezol) یک آنتی بیوتیک سفالوسپورینی نسل اول است. 